# Brephomorpha cineraria
Brephomorpha cineraria is een vlinder uit de familie van de houtboorders (Cossidae). De wetenschappelijke naam van de soort werd voor het eerst geldig gepubliceerd in 1945 door Turner als Nepiomorpha cineraria.